# Auray-Vannes
Auray-Vannes est une épreuve de semi-marathon international courue entre Pluneret et Vannes chaque deuxième dimanche de septembre. L'arrivée est jugée au stade de Kercado, à Vannes.

## Historique
(novembre 2018).
Si vous disposez d'ouvrages ou d'articles de référence ou si vous connaissez des sites web de qualité traitant du thème abordé ici, merci de compléter l'article en donnant les références utiles à sa vérifiabilité et en les liant à la section « Notes et références ».
Le 23 août 1973, douze copains se lancent un défi amical de course à pied : partir de Vannes et rejoindre l'église de Larmor-Baden.    
L'année suivante, certains d'entre eux réfléchissent sur l'organisation d'une course officielle. Le 14 septembre 1975, 153 coureurs dont la moitié constituée de marsouins du 3e RIMa partent du vélodrome de la Rabine à Vannes pour rejoindre le stade du Loch à Auray, pour une distance de 24 km.    
La course dépasse le cap des 1 000 concurrents arrivés en 1980, des 2 000 coureurs en 1989, des 3 000 coureurs en 1991 (année où l'épreuve devient un semi-marathon), des 4 000 coureurs en 1995, et des 5 000 en 1998, et le record de 6 378 coureurs à l'arrivée en 1999, alors que l'épreuve sert de support au championnat de France de semi-marathon. La course sert une nouvelle fois de support au championnat de France en 2019 : Chez les masculins, le 2° de l'épreuve, J. Devanne (de l'AT Tours), est sacré champion de France 2019 en 1 h 06’40’’. 
La 46° édition qui devait se tenir le 13 septembre 2020 a été annulée à cause des incertitudes liées à la crise du Covid19.

## Catégorie de course
Outre le semi marathon, est couru le même jour un 10 km entre Arradon et Vannes. En 2018, une course sur 5 km est organisée pour la première fois entre le lieu-dit Botquelen à Arradon et le stade de Kercado à Vannes.  
Des randonnées pédestres sont également organisées.   

## Palmarès
| Edition | Date               | Distance | Arrivés | Lauréat Hommes | Chrono H | Lauréat Femmes | Chrono F |
| ------- | ------------------ | -------- | ------- | -------------- | -------- | -------------- | -------- |
| 1re     | 14 septembre 1975  | 24,0 km  | 141     | le Noach       | 1:19:32  | -              | -        |
| 2e      | 5 septembre 1976   | 26,0 km  | 332     | Sehedic        | 1:24:37  | -              | -        |
| 3e      | 4 septembre 1977   | 25,2 km  | 350     | Sehedic        | 1:22:30  | Bastard        | 2:02:00  |
| 4e      | 3 septembre 1978   | 23,0 km  | 526     | Paugam         | 1:15:18  | Goldstein      | 1:43:00  |
| 5e      | 2 septembre 1979   | 23,0 km  | 922     | Le Borgne      | 1:15:48  | Bastard        | 1:43:09  |
| 6e      | 7 septembre 1980   | 22,8 km  | 1136    | Le Gall        | 1:13:42  | Poudelet       | 1:44:25  |
| 7e      | 6 septembre 1981   | 22,8 km  | 1215    | Benn           | 1:12:46  | Poudelet       | 1:38:14  |
| 8e      | 5 septembre 1982   | 22,8 km  | 1120    | Le Frand       | 1:11:14  | Le Goff        | 1:32:30  |
| 9e      | 4 septembre 1983   | 22,8 km  | 1492    | Le Frand       | 1:09:53  | Langin         | 1:31:00  |
| 10e     | 2 septembre 1984   | 22,8 km  | 1581    | Daniel         | 1:10:26  | Bainvel        | 1:44:25  |
| 11e     | 1er septembre 1985 | 25,0 km  | 1810    | Savary         | 1:18:52  | Le Gallo       | 1:38:22  |
| 12e     | 7 septembre 1986   | 25,0 km  | 1725    | Kerbiriou      | 1:20:20  | Jutel          | 1:35:23  |
| 13e     | 6 septembre 1987   | 25,0 km  | 1632    | Bernard        | 1:17:51  | Le Gallo       | 1:38:41  |
| 14e     | 7 septembre 1988   | 25,0 km  | 1790    | Sobhi          | 1:19:13  | Le Gallo       | 1:38:22  |
| 15e     | 3 septembre 1989   | 25,0 km  | 2147    | El Massoudi    | 1:12:46  | Poudelet       | 1:44:25  |
| 16e     | 2 septembre 1990   | 25,0 km  | 2332    | Kaddour        | 1:18:14  | Le Flamand     | 1:38:05  |
| 17e     | 1er septembre 1991 | 25,0 km  | 2735    | Levisse        | 1:18:28  | Geffray        | 1:30:54  |
| 18e     | 6 septembre 1992   | 21,1 km  | 3236    | Gonzales       | 1:05:25  | Kasakova       | 1:30:54  |
| 19e     | 5 septembre 1993   | 21,1 km  | 3663    | Aguta          | 1:03:56  | Coathalem      | 1:22:57  |
| 20e     | 11 septembre 1994  | 21,1 km  | 4801    | Kamau          | 1:03:13  | Levêque        | 1:11:35  |
| 21e     | 3 septembre 1995   | 21,1 km  | 4562    | Gwako          | 1:02:40  | Andronaki      | 1:30:54  |
| 22e     | 8 septembre 1996   | 21,1 km  | 4732    | Gwako          | 1:03:09  | Subano         | 1:14:01  |
| 23e     | 7 septembre 1997   | 21,1 km  | 4809    | Ochoe          | 1:02:37  | Ochi Chi       | 1:14:55  |
| 24e     | 6 septembre 1998   | 21,1 km  | 5086    | Maina          | 1:02:41  | Klilech        | 1:15:28  |
| 25e     | 12 septembre 1999  | 21,1 km  | 6378    | Behard         | 1:02:49  | Yvelain        | 1:14:39  |
| 26e     | 10 septembre 2000  | 21,1 km  | 4140    | Cheseret       | 1:05:43  | Klilech        | 1:17:32  |
| 27e     | 9 septembre 2001   | 21,1 km  | 3887    | Cheseret       | 1:02:12  | Zolotareva     | 1:13:46  |
| 28e     | 8 septembre 2002   | 21,1 km  | 4362    | Morara         | 1:02:36  | Ciocan         | 1:14:55  |
| 29e     | 14 septembre 2003  | 21,1 km  | 4680    | El Mania       | 1:04:10  | Kaledina       | 1:19:15  |
| 30e     | 12 septembre 2004  | 21,1 km  | 5062    | Chanchima      | 1:03:08  | Maina          | 1:14:02  |
| 31e     | 11 septembre 2005  | 21,1 km  | 4797    | Langat         | 1:03:53  | Mutheu         | 1:15:32  |
| 32e     | 10 septembre 2006  | 21,1 km  | 4588    | Fallil         | 1:02:37  | Okemwa         | 1:17:59  |
| 33e     | 9 septembre 2007   | 21,1 km  | 4379    | Soget          | 1:05:09  | Orwani         | 1:18:24  |
| 34e     | 14 septembre 2008  | 21,1 km  | 4222    | Mwanzia        | 1:03:24  | Serser         | 1:14:18  |
| 35e     | 13 septembre 2009  | 21,1 km  | 4503    | Ondieki        | 1:02:37  | Schepchirchir  | 1:14:55  |
| 36e     | 13 septembre 2010  | 21,1 km  | 4360    | Moranga        | 1:03:50  | Schepchirchir  | 1:13:46  |
| 37e     | 11 septembre 2011  | 21,1 km  | 4590    | Kosgei         | 1:02:21  | Chelimo        | 1:11:27  |
| 38e     | 9 septembre 2012   | 21,1 km  | 4607    | Kenesi         | 1:02:35  | Kipsoi         | 1:12:14  |
| 39e     | 8 septembre 2013   | 21,1 km  | 4691    | Kemboi         | 1:02:16  | Karmanenko     | 1:16:55  |
| 40e     | 14 septembre 2014  | 21,1 km  | 5616    | Kemboi         | 1:03:44  | Bedo           | 1:16:59  |
| 41e     | 13 septembre 2015  | 21,1 km  | 4335    | Niyonkuru      | 1:03:20  | Murungi        | 1:15:57  |
| 42e     | 11 septembre 2016  | 21,1 km  | 3520    | Kipyego        | 1:03:59  | Kipsang        | 1:12:28  |
| 43e     | 10 septembre 2017  | 21,1 km  | 3191    | Gedamu         | 1:03:49  | Kipsang        | 1:14:59  |
| 44e     | 9 septembre 2018   | 21,1 km  | 2843    | Too            | 1:05:19  | Jeronoh        | 1:15:41  |
| 45e     | 15 septembre 2019  | 21,1 km  | 4029    | Nsengiyumva    | 1:06:37  | Mobuchon       | 1:19:23  |
| 46e     | 13 septembre 2020  | 21,1 km  |         | annulé         |          |                |          |
| 47e     | 12 septembre 2021  | 21,1 km  | 2235    | Lablaq         | 1:07:03  | Melin          | 1:25:44  |
| 48e     | 11 septembre 2022  | 21,1 km  | 2380    | Muhitira       | 1:03:53  | Karanja        | 1:14:53  |
| 49e     | 10 septembre 2023  | 21,1 km  | 2834    | Gedamu         | 1:04:06  | Mekkonen       | 1:16:17  |
| 50e     | 15 septembre 2024  | 21,1 km  | 5277    | Boukantar      | 1:03:31  | Fadili         | 1:13:02  |

## Décès
Lors de l'édition 2014, par forte chaleur, un participant est décédé d'un malaise cardiaque à l'arrivée de la course,.